# Dirka po Španiji 1964
Dirka po Španiji 1964 (špansko Vuelta a España 1964) je 19. izvedba dirke po Španiji, tritedenske moške cestne kolesarske etapne dirke. Začela se je 30. aprila v Benidormu in končala 16. maja v Madridu. Sodelovalo je 80 kolesarjev iz 8-ih ekip. Rumeno majico je prvič osvojil Raymond Poulidor (Mercier–BP–Hutchinson), drugo mesto Luis Otaño, tretje pa José Pérez Francés (oba Ferrys). Modro majico je osvojil José Pérez Francés, zeleno majico Julio Jiménez (Ferrys), rdečo majico pa Antonio Bertrán (Ferrys).

## Ekipe
- Ferrys
- Nizozemska
- Inuri
- Kas–Kaskol
- Mercier–BP–Hutchinson
- Portugalska
- Salvarani
- Solo–Superia

## Etape
| Etapa | Datum     | Štart/Cilj               | Razdalja | Tip     | Tip                  | Zmagovalec               |
| ----- | --------- | ------------------------ | -------- | ------- | -------------------- | ------------------------ |
| 1a    | 30. april | Benidorm – Benidorm      | 42 km    |         |                      | Edward Sels (BEL)        |
| 1b    | 30. april | Benidorm – Benidorm      | 11 km    |         | posamični kronometer | Eusebio Vélez (ESP)      |
| 2     | 1. maj    | Benidorm – Nules         | 199 km   |         |                      | Rik Van Looy (BEL)       |
| 3     | 2. maj    | Nules – Salou            | 212 km   |         |                      | Frans Melckenbeeck (BEL) |
| 4a    | 3. maj    | Salou – Barcelona        | 115 km   |         |                      | Armand Desmet (BEL)      |
| 4b    | 3. maj    | Barcelona – Barcelona    | 49 km    |         |                      | Antonio Barrutia (ESP)   |
| 5     | 4. maj    | Barcelona – Puigcerdà    | 174 km   |         |                      | Julio Jiménez (ESP)      |
| 6     | 5. maj    | Puigcerdà – Lleida       | 187 km   |         |                      | Frans Melckenbeeck (BEL) |
| 7     | 6. maj    | Lleida – Jaca            | 201 km   |         |                      | Julio Sanz (ESP)         |
| 8     | 7. maj    | Jaca – Pamplona          | 205 km   |         |                      | Michel Stolker (NED)     |
| 9     | 8. maj    | Pamplona – San Sebastián | 205 km   |         |                      | Luis Otaño (ESP)         |
| 10    | 9. maj    | San Sebastián – Bilbao   | 197 km   |         |                      | Henri De Wolf (BEL)      |
| 11    | 10. maj   | Bilbao – Vitoria         | 107 km   |         |                      | Victor Van Schil (BEL)   |
| 12    | 11. maj   | Vitoria – Santander      | 211 km   |         |                      | Barry Hoban (GBR)        |
| 13    | 12. maj   | Santander – Avilés       | 230 km   |         |                      | Barry Hoban (GBR)        |
| 14    | 13. maj   | Avilés – León            | 163 km   |         |                      | Julio Jiménez (ESP)      |
| 15    | 14. maj   | Becilla – Valladolid     | 65 km    |         | posamični kronometer | Raymond Poulidor (FRA)   |
| 16    | 15. maj   | Valladolid – Madrid      | 209 km   |         |                      | Antonio Barrutia (ESP)   |
| 17    | 16. maj   | Madrid – Madrid          | 87 km    |         |                      | Frans Melckenbeeck (BEL) |
|       | Skupaj    | Skupaj                   | 2860 km  | 2860 km | 2860 km              | 2860 km                  |

## Končna razvrstitev
| Legenda | Legenda                                    | Legenda | Legenda                          |
| ------- | ------------------------------------------ | ------- | -------------------------------- |
|         | Predstavlja vodilnega v skupnem seštevku   |         | Predstavlja vodilnega po točkah  |
|         | Predstavlja vodilnega v gorski razvrstitvi |         | Predstavlja vodilnega v šprintih |

### Rumena majica
| Poz. | Kolesar                 | Ekipa                 | Čas         |
| ---- | ----------------------- | --------------------- | ----------- |
| 1    | Raymond Poulidor        | Mercier–BP–Hutchinson | 78h 23' 35" |
| 2    | Luis Otaño              | Ferrys                | + 33"       |
| 3    | José Pérez Francés      | Ferrys                | + 1' 26"    |
| 4    | Eusebio Vélez           | Kas–Kaskol            | + 2' 04"    |
| 5    | Julio Jiménez           | Kas–Kaskol            | + 3' 16"    |
| 6    | Fernando Manzaneque     | Ferrys                | + 4' 19"    |
| 7    | Valentín Uriona         | Kas–Kaskol            | + 6' 06"    |
| 8    | José Antonio Momeñe     | Kas–Kaskol            | + 9' 31"    |
| 9    | Francisco Gabica        | Kas–Kaskol            | + 9' 32"    |
| 10   | Antonio Bertrán Panadés | Ferrys                | + 11' 14"   |
| 11   | Sebastián Elorza        | Kas–Kaskol            |             |
| 12   | Victor Van Schil        | Mercier–BP–Hutchinson |             |
| 13   | Robert Cazala           | Mercier–BP–Hutchinson |             |
| 14   | Henri De Wolf           | Solo–Superia          |             |
| 15   | Antonio Karmany Mestres | Ferrys                |             |
| 16   | Arthur Decabooter       | Solo–Superia          |             |
| 17   | Wim van Est             | Nizozemska            |             |
| 18   | Carlos Echeverría       | Kas–Kaskol            |             |
| 19   | André Le Dissez         | Mercier–BP–Hutchinson |             |
| 20   | Jean-Pierre Genet       | Mercier–BP–Hutchinson |             |
| 21   | Ventura Díaz            | Inuri                 |             |
| 22   | Louis Proost            | Solo–Superia          |             |
| 23   | Francisco Valada        | Portugalska           |             |
| 24   | Michel Van Aerde        | Solo–Superia          |             |